# Elena Tokun
Elena Vasil'evna Tokun (in russo Елена Васильевна Токун?; Mosca, 15 marzo 1974) è un'ex pallanuotista russa, vincitrice di una medaglia di bronzo ai giochi olimpici di Sydney 2000.